# Platinit
Platinit ist eine Eisen-Nickel-Legierung mit ca. 46 Prozent Nickel-, 54 Prozent Eisenanteil und etwa 0,15 Prozent Kohlenstoff. Platinit hat den gleichen Wärmeausdehnungskoeffizienten wie Glas und Platin, ist aber deutlich preiswerter als Platin.
Platinit wird auch als Einschmelzlegierung für z. B. Glas verwendet.
In neuerer Zeit wird der Begriff auch als Markennamen von Katalysatornetzen aus Edelmetallen oder Legierungen der Firma Degussa verwendet.